# Anolis kemptoni
Espèce
Synonymes
- Norops kemptoni (Dunn, 1940)
- Norops pandoensis Savage & Guyer, 1998

Anolis kemptoni est une espèce de sauriens de la famille des Dactyloidae. 

## Répartition
Cette espèce se rencontre au Costa Rica et au Panamá.

## Étymologie
Cette espèce est nommée en l'honneur de Kempton Potter Aiken Taylor.

## Publication originale
- Dunn, 1940 : New and noteworthy herpetological material from Panama. Proceedings of the Academy of National Sciences, Philadelphia, vol. 92, p. 105-122.